# Бертран де Ком
Бертран де Ком (фр. Bertrand de Comps; д/н — 1239/1240) — 16-й великий магістр ордену госпітальєрів у 1236—1239/1240 роках.

## Життєпис
Походив з замку Ком, але з якого саме є суперечливим — Дофіне, Прованс, Бурбоне або південний Лангедок (біля річки Гардон). Перша письмова згадка про нього сягає лютого 1216 року, коли Бертрана було названо звичайним братчиком ордену госпітальєрів. 1231 року згадується як пріор замку Сен-Жиль біля річки Гардон. Останній факт може свідчити, що Бертран походив з замку Ком-де-Гар. Між 1234 і 1236 роках пройшов шлях від пріора до магістра.
Між серпнем і 20 вересня обирається великим магістром госпітальєрів. Завершив залагодження суперечок з Боемундом V, князем Антіохії, що почалося ще за попередника де Кома. 1237 року уклав союз з сирійськими ассасінами, за що великому магістру дорікав папа римський Григорій IX. 13 березня 1238 року останній сформулював нове звинувачення проти госпітальєрів, звинувативши їх у розпусному житті та розслабленій дисципліні. Крім того, підозри з боку Папи римського стосовно госпітальєрів торкалися укладення ними союзу з нікейським імператором Іоанном III — запеклим супротивником Латинської імперії. Це змусило Бертарана де Кома перервати контакти з нікейцями.
Водночас значну увагу приділяв збільшенню земельних володінь ордену. Від Генріха I, короля Кіпру, орден отримав володіння на цьому острові. Також госпітальєрам було надано землі в Померанії, Сілезії, Моравії та Польщі.
Помер Бертран де Ком наприкінці 1239 або на початку 1240 року. Його наступником став П'єр де В'єль-Брід.